# Егюий дю Миди
Егюѝй дю Мидѝ (на френски: Aiguille du Midi) е връх в планинския масив Монблан в Алпите. Разположен е на територията на Франция, над градчето Шамони. Надморската му височина е 3842 m. Той е най-високият от Иглите на Шамони (Aiguilles de Chamonix). Популярна туристическа дестинация поради наличието на лифт, който издига туристите до недостъпни иначе за тях алпийски гледки.

## Топонимия
Името му идва от aiguille – игла, и midi – пладне, обедно време, а също така и юг. Казват, че се дължи на положението на върха – на юг от Шамони е и, погледнат от центъра на градчето, слънцето минава над него около 12 часа по обед.

## Алпинизъм
Първото изкачване на северния връх (по-ниската кота, 3795 m), е на 4 август 1818 г. Извършват го полският граф Антони Малчевски (Antoni Malczewski) с Жан-Мишел Балма (Jean-Michel Balmat) и още петима водачи.
На 5 август 1856 г. граф Фернан дьо Буийе (Fernand de Bouillé) заедно с водачите Александър Дьовуасу (Alexandre Devouassoux), Амброаз и Жан Симон (Ambroise et Jean Simond) и седмина носачи, достигат на 25 m под връхната точка на скалната игла на южния връх (3842 m). Само тримата водачи успяват да се качат на самия връх.

## Туризъм
Егюий дю Миди е обект на алпийски изкачвания, а туристите достигат до него с кабинков лифт от Шамони (преодоляващ денивелация от 2800 m за 20 min) и пред тях се открива изумителна 360-градусова панорама към Монблан, безброй алпийски върхове и ледници. От горната станция през лятото и при хубаво време може да се продължи с панорамната лифтова кабина, минаваща над ледниците, до друг връх от масива на Монблан – Хелбронер (3462 m) на италианска територия, и по-нататък към Курмайор.